# Lunoribatula polygonata
Lunoribatula polygonata är en kvalsterart som beskrevs av Sandór Mahunka 1982. Lunoribatula polygonata ingår i släktet Lunoribatula och familjen Oribatulidae. Inga underarter finns listade i Catalogue of Life.